# Marjolein Delno
Marjolein Delno (17 de marzo de 1994) es una deportista neerlandesa que compite en natación. Ganó una medalla de plata en el Campeonato Europeo de Natación de 2018, en la prueba de 4 × 100 m libre.

## Palmarés internacional
| Campeonato Europeo | Campeonato Europeo    | Campeonato Europeo | Campeonato Europeo |
| Año                | Lugar                 | Medalla            | Prueba             |
| ------------------ | --------------------- | ------------------ | ------------------ |
| 2018               | Glasgow (Reino Unido) | Medalla de plata   | 4 × 100 m libre    |